# MIBOROダムサイドパーク 御母衣電力館・荘川桜記念館
MIBOROダムサイドパーク 御母衣電力館・荘川桜記念館（みぼろダムサイドパーク みぼろでんりょくかん・しょうかわざくらきねんかん）は、岐阜県大野郡白川村にある電源開発（J-POWER）が運営する施設（博物館）。

## 概要
- 電源開発（J-POWER）の御母衣ダムの展示施設として2001年（平成13年）4月開館[1]。
- 開館時は「御母衣電力館」として御母衣ダムに関する展示であったが、2011年（平成23年）にリニューアル、建物の一部が荘川桜に関する展示を行う「荘川桜記念館」となった[2]。
- 岐阜県まちかど美術館・博物館に登録されている。

## 施設概要
- 展示室
- ラウンジ
- 映像シアター

## 主な展示内容
御母衣電力館
- 御母衣大パノラマモデル
- 発電アドベンチャー
- 御母衣ダム、発電所に関する展示パネル
- 御母衣ダム開発に関する展示パネル
- 荘川桜に関する展示パネル。
- 映像｢桜守の詩」

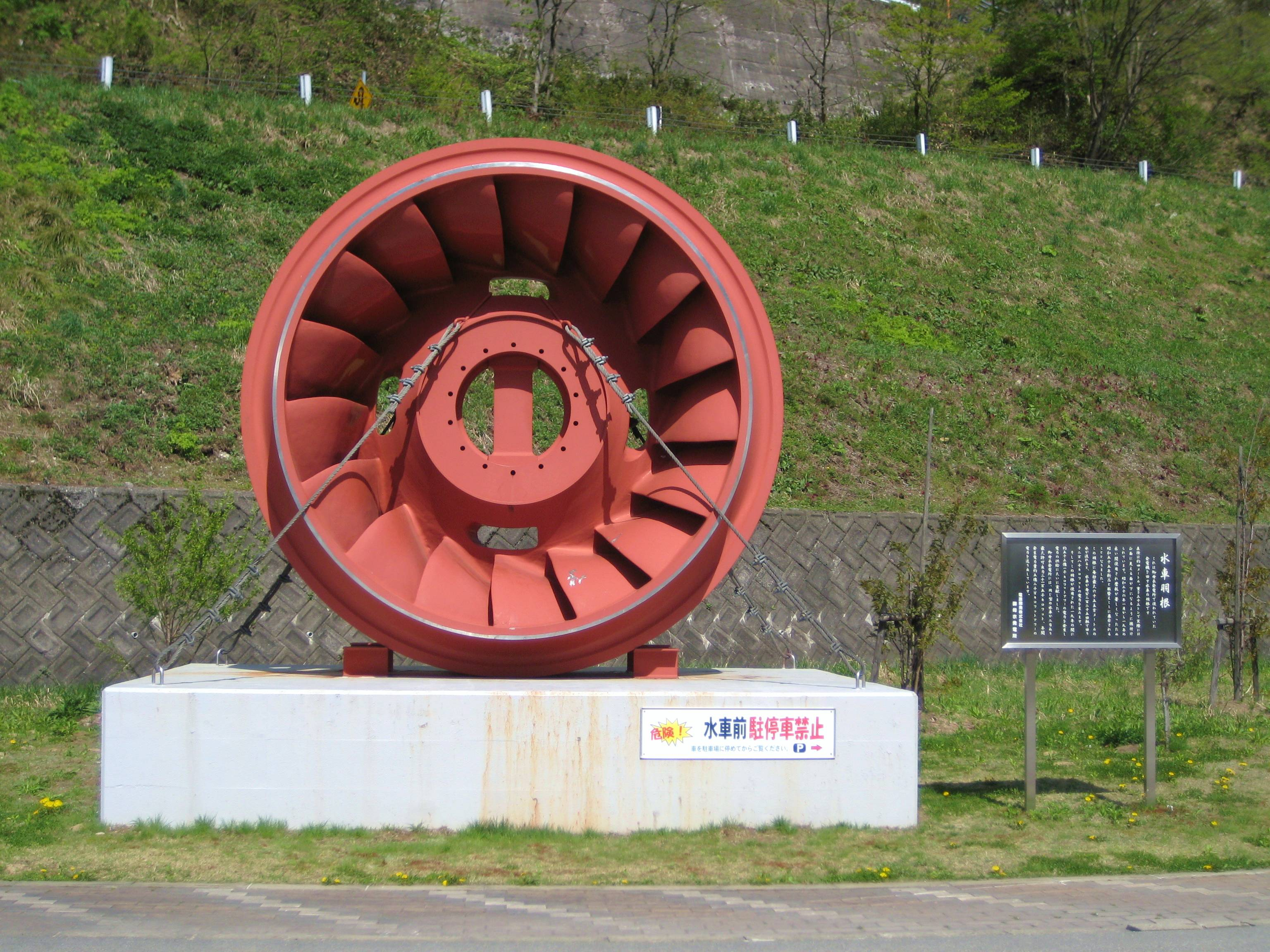
御母衣発電所の水車

- 御母衣発電所使用のフランシス水車ランナの実物　※屋外展示

荘川桜記念館
- 荘川桜の写真展示

## 利用案内
- 所在地：岐阜県大野郡白川村大字牧140-1
- 開館時間：9:00 - 16:00
- 休館日：水曜日、冬期（12月16日 - 3月14日）
  - 但し、ゴールデンウイーク（4月29日 - 5月5日）、夏休み期間（7月21日 - 8月31日）、紅葉期間（10月10日 - 11月10日）は無休
- 入館料：無料

## 交通アクセス

### 公共交通機関
- 濃飛バス白川郷線「牧」バス停より徒歩約12分。
  - JR高山本線高山駅（高山濃飛バスセンター）より「牧」行き

### 自動車
- 東海北陸自動車道荘川ICより約25分
- 東海北陸自動車道白川郷ICより約30分

## 周辺施設

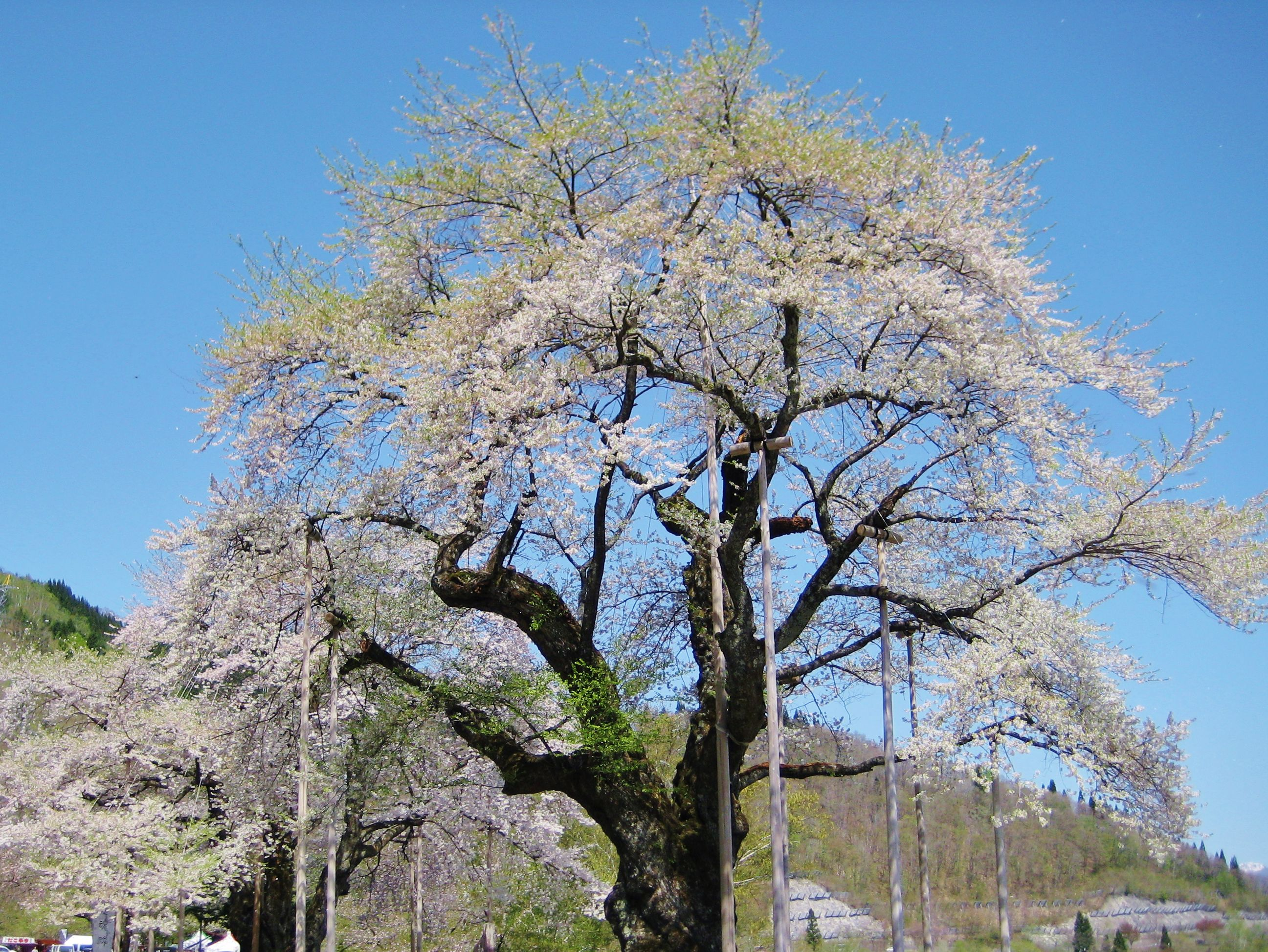
荘川桜

- 御母衣ダム
- 旧遠山家民俗館
- 荘川桜